# ریباویرین
ریباویرین (به انگلیسی: ribavirin)
رده درمانی: داروهای ضد ویروس
اشکال دارویی: قرص و افشانه

## موارد مصرف
ریباویرین برای درمان هپاتیت C مزمن (HCV) به صورت خوراکی و در ترکیب با اینترفرون به کار می‌رود. همچنین ریباویرین استنشاقی در درمان عفونت‌های شدید دستگاه تنفسی تحتانی ناشی از ویروس سن سیشیال تنفسی (RSV) به کار می‌رود.

## مکانیسم اثر
آنالوگ خوراکی گوانوزین با اثر ضد ویروسی علیه انواع ویروس‌های RNA و DNA. برای عفونت‌های HCV، ترکیب ریباویرین به علاوه اینترفرون پاسخ را در مقایسه با تک درمانی با اینترفرون بهبود می‌بخشد.

## عوارض جانبی
مهمترین عارضه ریباویرین آنمی وابسته به دوز است.عوارض دیگر آن اختلالات کلیوی، راش، خارش و تنگی نفس است